# Ловизони (Асти)
Ловизони је насеље у Италији у округу Асти, региону Пијемонт.
Према процени из 2011. у насељу је живело 38 становника. Насеље се налази на надморској висини од 174 м.